# UFC 10
UFC 10: The Tournament è stato un evento di arti marziali miste organizzato dall'Ultimate Fighting Championship (UFC) il 12 luglio 1996, alla Fairgrounds Arena a Birmingham, Alabama. L'evento è stato visto dal vivo in pay per view negli Stati Uniti e successivamente pubblicato su home video. Un UFC 10 immaginario, messo in scena al Grand Olympic Auditorium, viene presentato in una scena del film Virtuosity, inclusa l'apparizione del combattente Ken Shamrock.

## Retroscena
UFC 10 ha segnato il ritorno dell'UFC al formato del torneo (che è stato rimosso a favore degli incontri singoli in UFC 9). La scheda prevedeva un torneo a otto uomini, oltre a due incontri alternativi in caso di infortunio e per riempire il tempo per la trasmissione in pay-per-view.
UFC originariamente avrebbe dovuto trasmettere questo evento dal Providence Civic Center a Providence, Rhode Island.
UFC 10 ha visto la prima apparizione di Mark Coleman, che ha battuto il favorito dei fan Don Frye vincendo il torneo. È stata anche la prima volta che Bruce Buffer ha annunciato i combattimenti all'interno dell'Ottagono, in sostituzione di Rich Goins. (Il fratello di Bruce, Michael Buffer aveva annunciato a UFC 6 e UFC 7.) 
Tuttavia, Rich Goins è tornato per UFC 8, UFC 9 e UFC 11.

## Risultati
- Eventuale ripescaggio nel torneo:  Geza Kalman contro  Dieusel Berto

Kalman sconfisse Berto per KO Tecnico (pugni) a 5:57.
- Eventuale ripescaggio nel torneo:  Sam Adkins contro  Felix Lee Mitchell

Adkins sconfisse Mitchell per decisione unanime.
- Quarti di finale del torneo:  Don Frye contro  Mark Hall

Frye sconfisse Hall per KO Tecnico (pugni) a 10:21.
- Quarti di finale del torneo:  Brian Johnston contro  Scott Fiedler

Johnston sconfisse Fiedler per sottomissione (pugni) a 2:25.
- Quarti di finale del torneo:  Mark Coleman contro  Moti Horenstein

Coleman sconfisse Horenstein per sottomissione (pugni) a 2:43.
- Quarti di finale del torneo:  Gary Goodridge contro  John Campetella

Goodridge sconfisse Campetella per KO (pugni) a 1:28.
- Semifinale del torneo:  Don Frye contro  Brian Johnston

Frye sconfisse Johnston per sottomissione (gomitate) a 4:37.
- Semifinale del torneo:  Mark Coleman contro  Gary Goodridge

Coleman sconfisse Goodridge per sottomissione (sfinimento) a 7:00.
- Finale del torneo:  Mark Coleman contro  Don Frye

Coleman sconfisse Frye per KO Tecnico (pugni) a 11:34 e vinse il torneo UFC 10.